# Circonscriptions électorales de la province d'Ankara

Province d'Ankara

Les circonscriptions électorales de la province d'Ankara sont un découpage constitué de trois secteurs (seçim çevresi) constitué de districts (ilçe). Istanbul, Ankara, Izmir et Bursa sont les quatre seules provinces de Turquie à avoir un découpage interne pour les élections législatives en raison de leur taille. Dans tous les autres cas, les circonscriptions électorales se font à l'échelle des provinces.

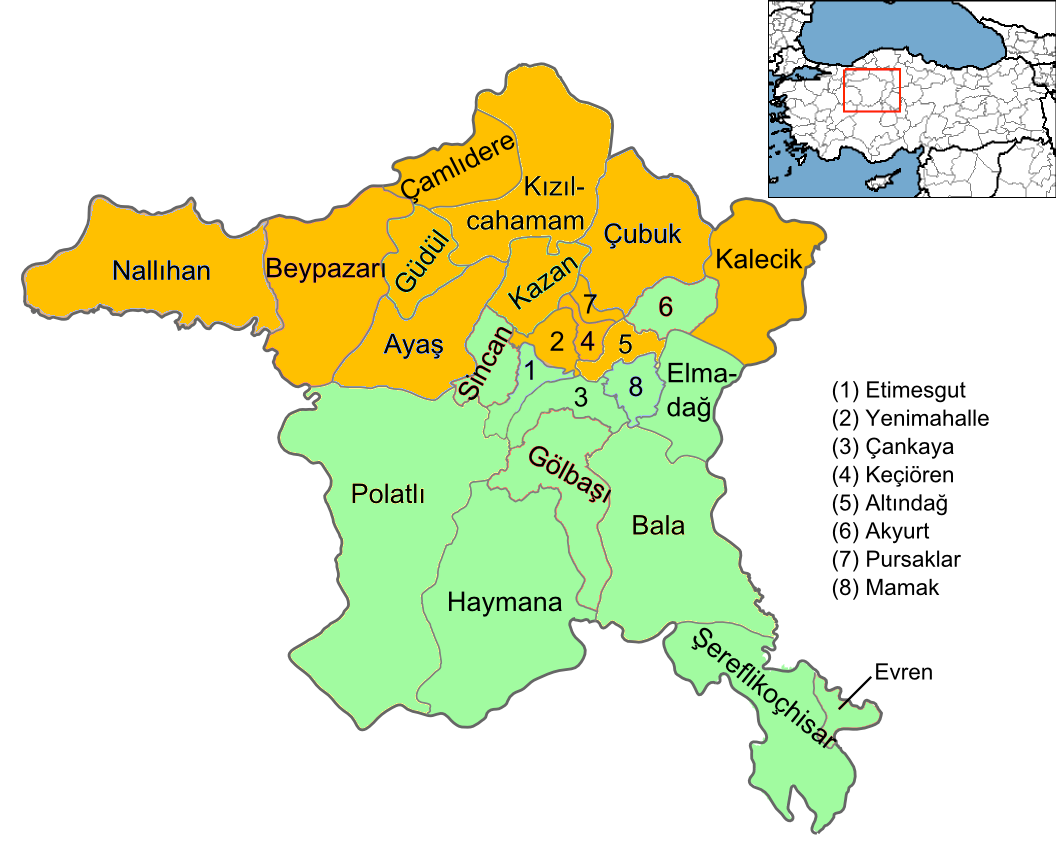
Répartition des districts en 2 circonscriptions électorales avant 2018

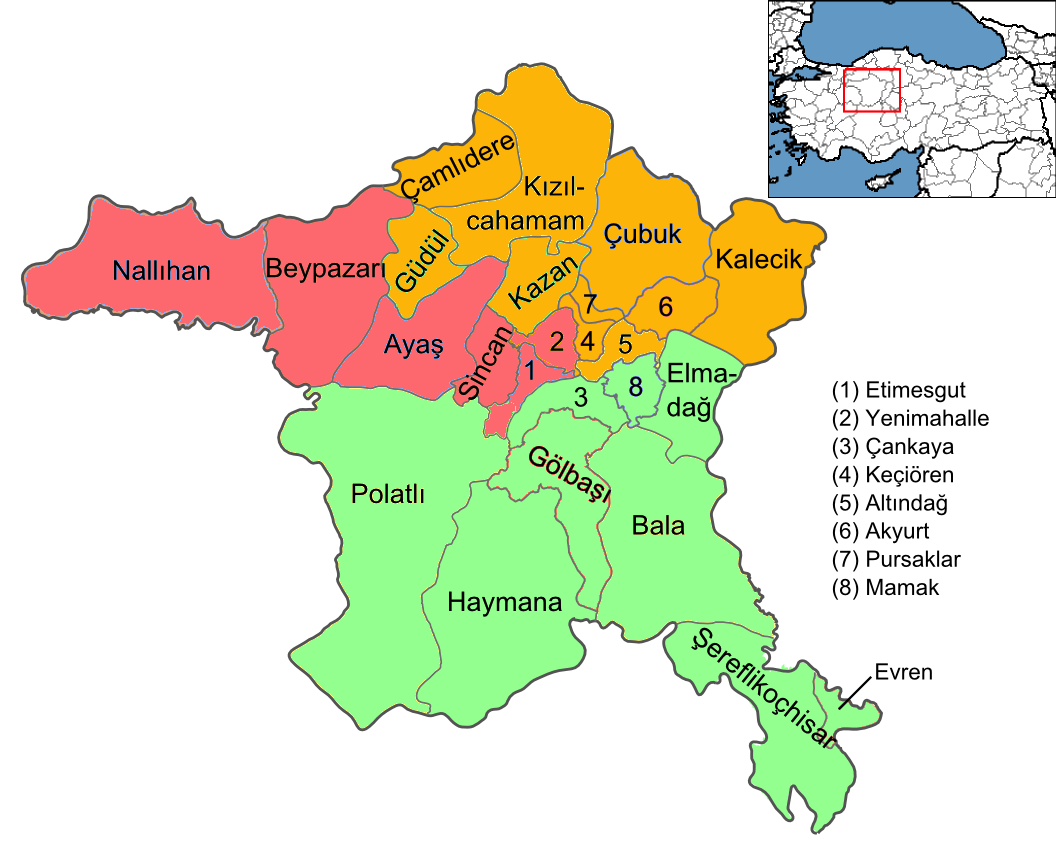
Répartition des districts en 3 circonscriptions électorales depuis 2018

## Troisième circonscription
Cette circonscription a été créée lors du redécoupage électoral de 2018.